# Rhabdomastix leucophaea
Rhabdomastix leucophaea är en tvåvingeart som beskrevs av Evgenyi Nikolayevich Savchenko 1976. Rhabdomastix leucophaea ingår i släktet Rhabdomastix och familjen småharkrankar.
Artens utbredningsområde är Azerbajdzjan. Inga underarter finns listade i Catalogue of Life.